# Стадион крај Сомборске капије
Стадион крај Сомборске капије је стадион у Суботици. Ово је стадион најстаријег постојећег фудбалског клуба на просторима бивше Југославије, ФК Бачке 1901.
Прва утакмица на стадиону је одиграна 25. маја 1899. године између Суботичког спортског друштва и Халашког спортског друштва. Прва трибина је изграђена 1909. године, док је постојећа саграђена 1926. године. Капацитет стадиона је 1.180 места.